# Epectinaspis guatemalensis
Epectinaspis guatemalensis är en skalbaggsart som beskrevs av Ohaus 1897. Epectinaspis guatemalensis ingår i släktet Epectinaspis och familjen Rutelidae. Inga underarter finns listade i Catalogue of Life.